# 宝琳駅
宝琳駅（ほうりんえき）は香港新界西貢区にある香港鉄路（MTR（港鉄））将軍澳線の駅である。

## 駅構造
単式ホーム1面1線の地上駅。ホームドア設置駅。
| U1 平台                     | 平台                                                         | 出口、駅商店                   |
| U1 平台                     | 平台                                                         | 自動販売機、ATM                |
| U1 平台                     | 行人橋                                                       | 新都城、宝林邨、公共運輸交匯處 |
| U1 平台                     | 行人通路                                                     | 平台花園、畳翠軒、景林邨       |
| U1 平台                     | 行人通路                                                     | 将軍澳図書館、将軍澳泳池       |
| G コンコース・ホーム (地面) | 側線                                                         | 非営業                         |
| G コンコース・ホーム (地面) | ❶番線                                                        | ■将軍澳線 北角/康城方面→       |
| G コンコース・ホーム (地面) | 単式ホーム、左（列車到着時）／右（列車出発時）側のドアが開く |                                |
| G コンコース・ホーム (地面) | コンコース                                                   | 出口、サービスセンター、駅商店 |
| G コンコース・ホーム (地面) | コンコース                                                   | 自動販売機、自動照相機         |
| G コンコース・ホーム (地面) | コンコース                                                   | 「e分鐘著數」機                |

### コンコース
駅商店・自動サービス
| 駅商店 - セブンイレブン - 美心西餅 - Happy Lemon - 栄華 - 鴻福堂健康快線 - 零食物語 - Susanna Workshop - DR 美健集 - 盈健医務中心 - 美珍香 - Pie and Tart - Lady Story | 自動サービス - 恒生銀行ATM - 中国銀行(香港)ATM - 自動販売機 - 自動照相機 - 「e分鐘著數」機 - 郵便サービス |

### 出口
- A1 - 新都城商場三期
  - 新都城商場三期、都会豪庭、茵怡花園
- A2 - 新都城商場二期
  - 新都城商場二期、将軍澳戲院、新都城二期、成杏芳紀念小学、将軍澳官立中学、将軍澳賽馬会診所、欣明苑、魷魚湾村、英明苑
- B1 - 公共運輸交匯處
  - 浩明苑、新都城二期、新都城商場二期、聖公会安老服務、施洗聖約翰堂、公共運輸交匯處
- B2 - 新都城商場一期
  - 新都城商場一期、新都城一期、馬陳端喜紀念中学
- B3 - 景林邨
  - 景林邨、張沛松紀念中学、鄭裕彤中学、宝康公園、畳翠軒、将軍澳公共図書館、将軍澳体育館、将軍澳泳池
- C - 貿業路
  - 貿業路、富麗花園、靚次伯紀念中学、呂潤財紀念中学、保良局羅氏基金中学、宝林邨、宝翠公園、旭輝臺、怡心園、聖公会將軍澳基徳小学、職業訓練局邱子文高中学校、慧安園

## 接続交通一覧
バス
- 九龍バス：
  - 91M - 宝林 ↔ 鑽石山鉄路駅
  - 93A - 宝林 ↔ 観塘碼頭
  - 93K - 宝林 ↔ 旺角東鉄路駅
  - 93M - 宝林 ↺ 藍田鉄路駅（平日朝ラッシュ時に運行）
  - 其他路線：98A、98C、98D、296M、297
- 過海隧道バス：
  - 690、690P
- 城巴：
  - E22A - 赤鱲角 / 機場博覧館 ↔ 将軍澳（宝林）

マイクロバス
- 新界専線小巴：
  - 12 - 宝琳 ↔ 西貢
  - 15M - 康盛花園 ↔ 宝琳駅
  - 16 - 宝琳 ↔ 布袋澳
  - 17A - 将軍澳村 ↔ 宝琳駅（平日朝ラッシュ時に運行）
  - 17M - 翠林 ↔ 宝琳駅
  - 106 - 霊実医院 ↺ 宝琳
  - 107 - 霊実医院 ↺ 宝琳
  - 111 - 宝琳 ↔ 新蒲崗（康強街）
  - 其他路線：10M、15、15A、18、105

タクシー
- 市区タクシー

## 歴史
- 2002年8月18日 - 開業。

## 隣の駅
香港鉄路
■将軍澳線
宝琳駅 - 坑口駅